# امیر ابرشی
امیر ابرشی (انگلیسی: Amir Abrashi؛ زادهٔ ۲۷ مارس ۱۹۹۰) بازیکن فوتبال زاده سوئیس  است که برای باشگاه فوتبال گراس‌هاپر زوریخ و تیم ملی فوتبال آلبانی بازی می‌کند.
از باشگاه‌هایی که در آن بازی کرده‌است می‌توان به  بازل و فرایبورگ اشاره کرد.
وی همچنین در تیم ملی فوتبال زیر ۲۱ سال سوئیس بازی کرده‌است.